# Edgardo Andrada
Edgardo Norberto Andrada (Rosario, 21 gennaio 1939 – Mar del Plata, 4 settembre 2019) è stato un calciatore argentino, di ruolo portiere.

## Carriera

### Club
(Edgardo Andrada)
Inizialmente tentò la carriera nella pallacanestro; dedicatosi al calcio, dopo aver fallito il provino come portiere per il San Lorenzo si accasò al Rosario Central, squadra della sua città natale, iniziando a giocare da professionista nel 1960, rimanendo con la società fino al 1969. giocando in tutto 283 partite. In quell'anno, infatti, si trasferì al Vasco da Gama, in Brasile, ricoprendo il ruolo di titolare fino al 1975, e venendo riconosciuto come uno dei migliori giocatori del club (nel 2006 è stato nominato secondo miglior portiere della storia del Vasco). Ha legato il suo nome al millesimo gol di Pelé, subìto il 19 novembre 1969 allo stadio Maracanã, su calcio di rigore. Giocando con la società brasiliana vinse il Campeonato Carioca del 1970, la Bola de Prata della rivista Placar come miglior portiere del Primeiro Campeonato Nacional de Clubes, e il campionato 1974. Nel 1976 passò al Vitória, giocando il campionato nazionale, per poi tornare in patria nel 1977, giocando 122 partite per il Colón di Santa Fe fino al 1982, anno in cui dopo sedici partite per il Renato Cesarini si ritirò dalla carriera agonistica.

### Nazionale
Giocò per l'Argentina durante il Campeonato Sudamericano de Football di Bolivia 1963.

## Palmarès

### Club

#### Competizioni nazionali
- Campionato brasiliano: 1

Vasco da Gama: 1974
- Campionato Carioca: 1

Vasco da Gama: 1970

### Individuale
- Bola de Prata: 1

1971